# Tikverőzés
A tikverőzés a Fejér vármegyei Moha faluban, húshagyó kedden megrendezett ősi, egyedülálló farsangi népszokás, amelyhez színes jelmezeket viselnek.

## Eredete
Ezt a szokást a török időktől a 20. század közepéig Magyarország, sőt a Kárpát-medence több tájegységén ismerték. Bár ma csak Mohán maradt fenn ez a hagyomány, hasonló jellegű télbúcsúztató tradíciókkal a Közép-Dunántúlon és a Kisalföldön is találkozunk. Megörökítését, így részben a fennmaradását Pesovár Ferenc néprajzkutató gyűjtőmunkájának köszönhetjük. A helyi legendárium szerint a mohaiak maguk kérték fel Pesovárt a tradíció lejegyzésére, mivel azt a kommunista időkben egy, a húshagyókedden véletlenül bekormozott hivatalnok betiltotta. Elnevezése a tyúkok jelképes megverésére, botolására utal, aminek termékenységvarázsló szerepe van. Ez a farsangi szokás leginkább a tyúkverő elnevezésű lakodalmas hagyományhoz hasonlít.

## Leírása
A tikverőzésben mindenki életkora szerinti szerepében vesz részt. A 14-20 év közötti fiúk az idősebbek segítségével belebújnak az apjuktól, nagyapjuktól örökölt, illetve saját kezűleg készített maskarába és álarcot húznak. Négy tipikus alak jelenik meg a jelmezes vonulók között. Az első a legifjabb legényekből választott szalagokkal díszített ruhás, lánynak öltözött tikverő, aki az ételadományokat gyűjti, és a termékenységvarázslat felelőse. Ahogy a hagyományos népviseletnél is a díszítés jelzi a gazdagságot, az alakoskodók között is az számít legelőkelőbbnek, akinek ruháját a legtöbb szalag ékesíti. A második figura a bohóc, aki egyrészt arra vigyáz, hogy a lányruhás adománygyűjtőket ne bántsa senki, másrészt pedig arra, hogy minden falubéli és bámészkodó alaposan bekormozva járjon-kelljen az egész napon át. A harmadik részvevő alak a török, aki hatalmas szalmakötegekkel kitömött ruhában próbál járni, és folyamatos céltáblája a bohócok lökdösődésének és gúnyolódásának. A mohaiak így űztek tréfát a hosszú idő után elkergetett törökökből. A negyedik figura pedig a kéményseprő, aki egyrészt szerencsehozó szerepe miatt elmaradhatatlan, másrészt pedig a füstölőkből szerez utánpótlást az ételadományokhoz. A fiúk a kultúrház udvarán egybegyűlnek, majd végigjárják a falut, bezörgetnek a házakba, és bekéredzkednek a tyúkudvarokba, hogy a tojók fenekét botjukkal megütögessék, és alaposan be is kormozzák őket. A tikverőket ezután hálából adományokkal látják el a bőségesen megrakott farsangi asztalokról, és persze tojással. Onnan sem távoznak üres kézzel, ahol nem jutnak be a házba, hiszen ezeken a helyeken a kerítésre akasztva találnak nekik szóló ajándékot. Ahogy továbbvonulnak a falu utcáin, minden szembejövő arcát bekormozzák. Mindezt önfeledt hangoskodás kíséri. Mivel az álarcok egész nap biztosítják az inkognitót, ez remek alkalom a haragosoknak a feszültség levezetésére egymás minél alaposabb bekormozásával. Este, a farsangi bálban a legények közösen fogyasztják el a házaktól kapott elemózsiát, és hatalmas rántottát készítenek a gyűjtött tojásokból. A hiedelem szerint a tyúkok megverése a termékenységet növeli, és ugyanezt a célt szolgálja, hogy a maskarások botjukat meglengetik a lányok szoknyája alatt. A bekormozás az ártó szellemek és a betegségek távoltartása miatt fontos.

## Jelentősége
A mohaiak számára farsang utolsó napját ez a hagyomány különleges ünneppé varázsolja. A mulatságba természetesen a helyieken kívül bárhonnan érkező vendéget szívesen látnak. A megyeiek különösen büszkék erre a messze földön híres tradícióra, hiszen a Fejér Megyei Hírlap rendszeresen (címlapon is!) beszámol az eseményről. A régi szokások megőrzése és ápolása összetartja a közösséget. Az esemény gazdasági jelentőségű a falu és a régió számára, hiszen turistacsalogató vonzerő. Ez a szerepe különösebb hangsúlyt kaphat az UNESCO védettség megszerzésével, ami egyben még nagyobb büszkeséggel töltheti el a helyieket. További értéke, hogy erősíti a különböző generációk értékesség-tudatát, hiszen a fiatalok a tevékeny résztvevők, akik az idősebbek segítsége, útmutatása, tanácsai szerint öltöznek és játsszák szerepüket.

## Megőrzése
A falu önkormányzata teljes támogatást nyújt a rendezvény évről évre történő megszervezéséhez. Többek között helyiséget biztosítanak egy kiállítás számára, ahol a szokáshoz kapcsolódó régi maskarákat és eszközöket, valamint a korábbi tikverőzéseken készített filmeket mutatják be.

## A szellemi kulturális örökség nemzeti jegyzékén
Az esemény 2011. szeptemberében felkerült a Szellemi kulturális_örökség listájának nemzeti jegyzékébe két másik elemmel együtt (a Pünkösdi templomdíszítés Mendén és az Emmausz-járás Bólyon).

## Képek

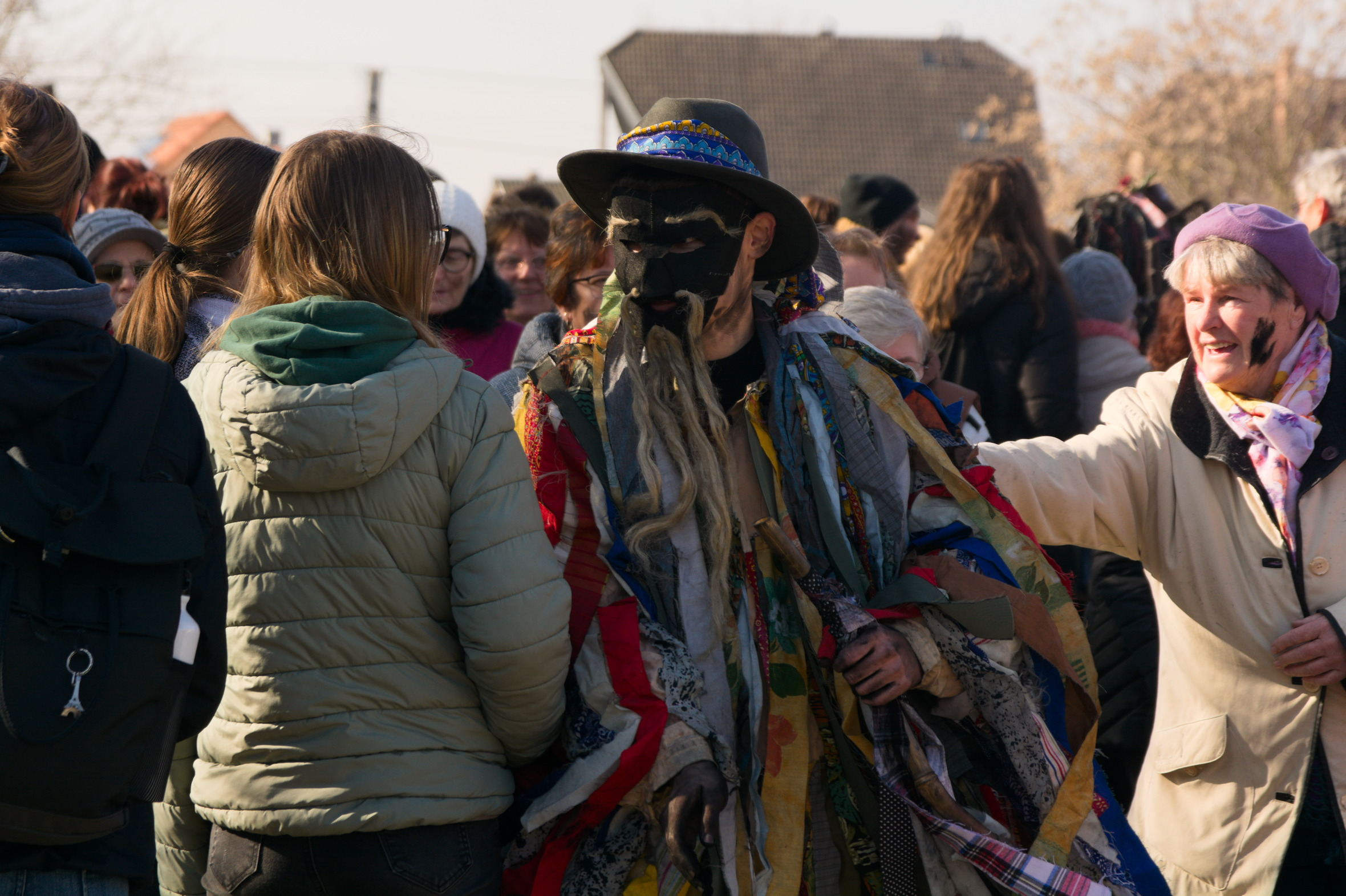
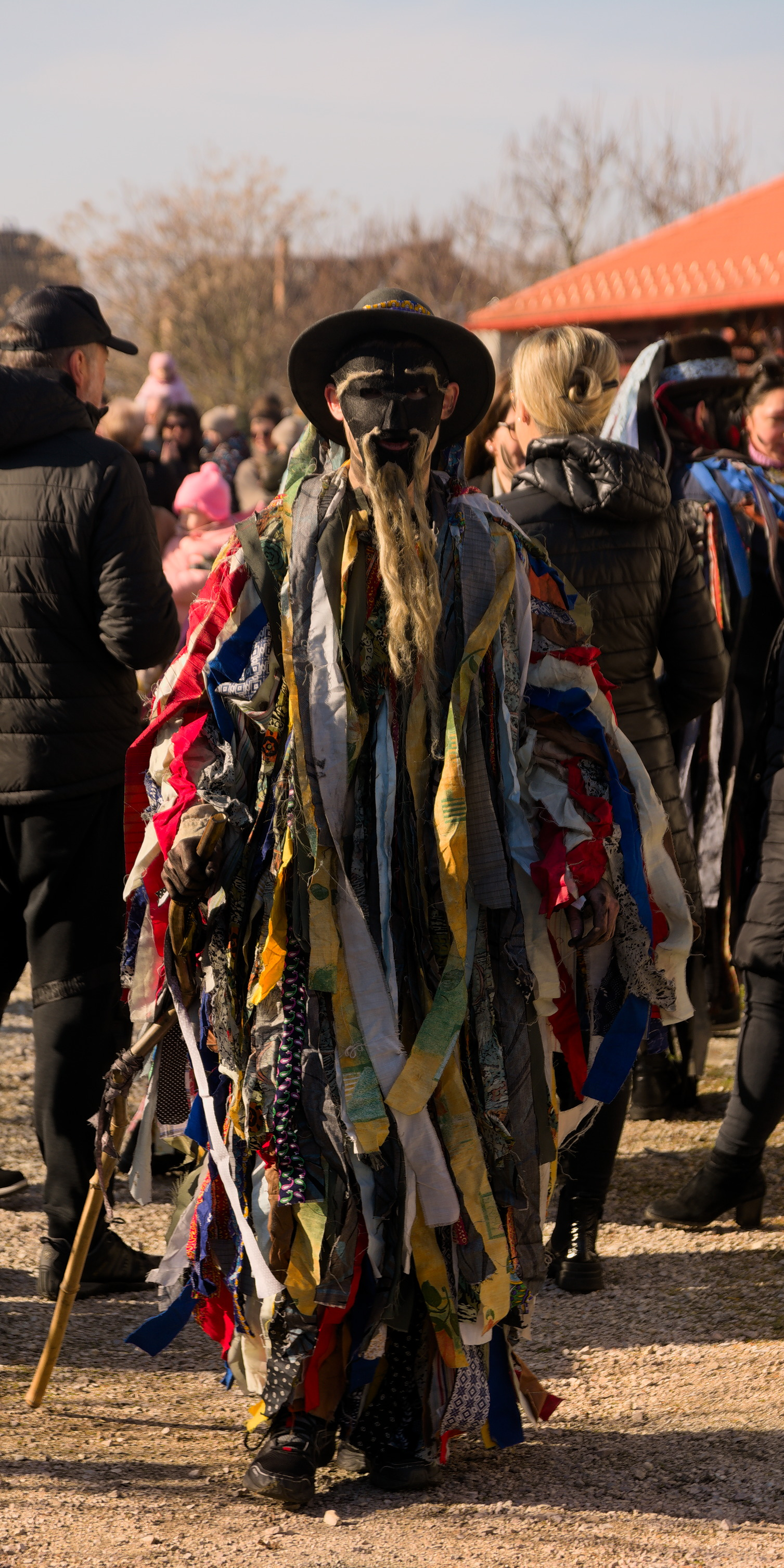
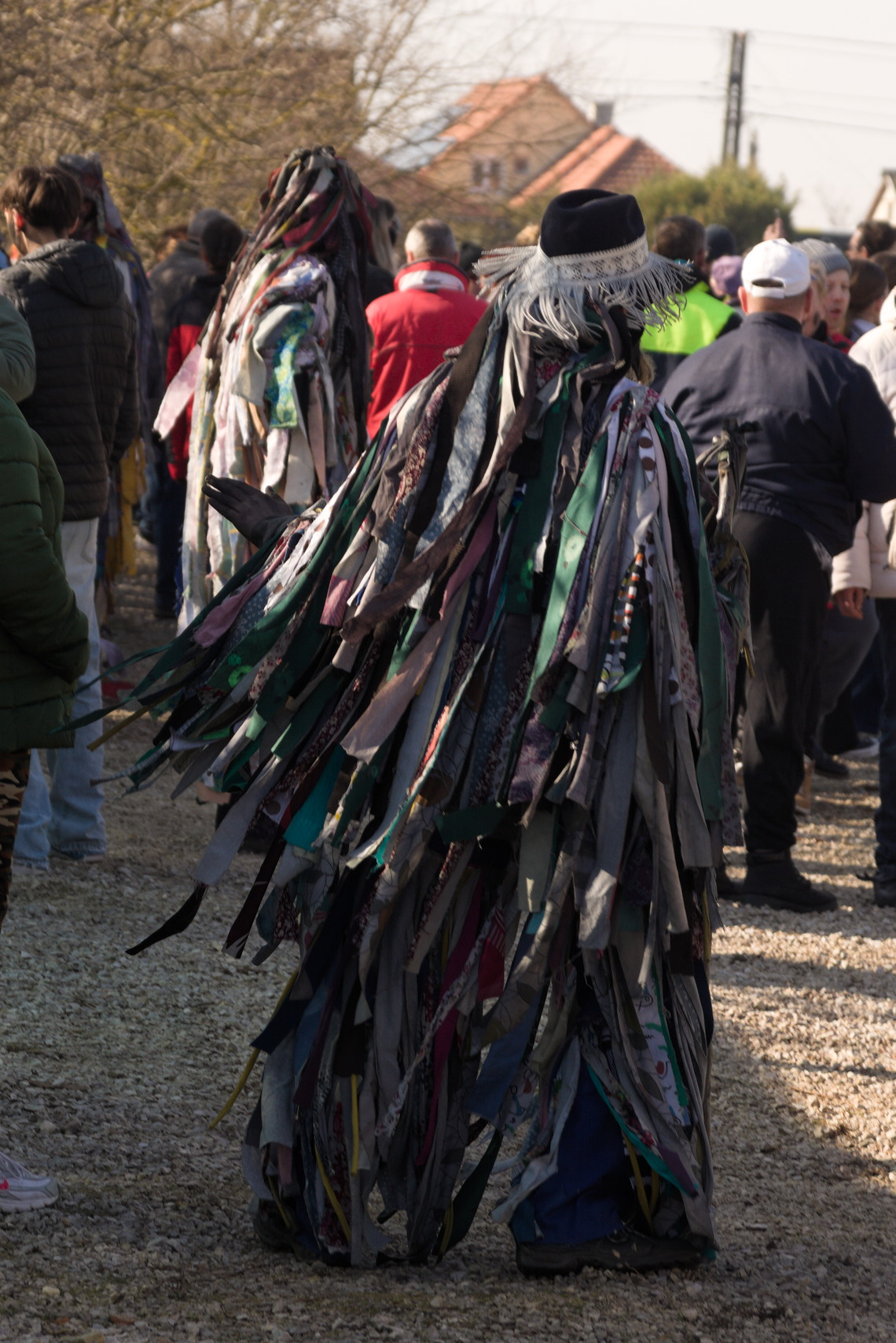
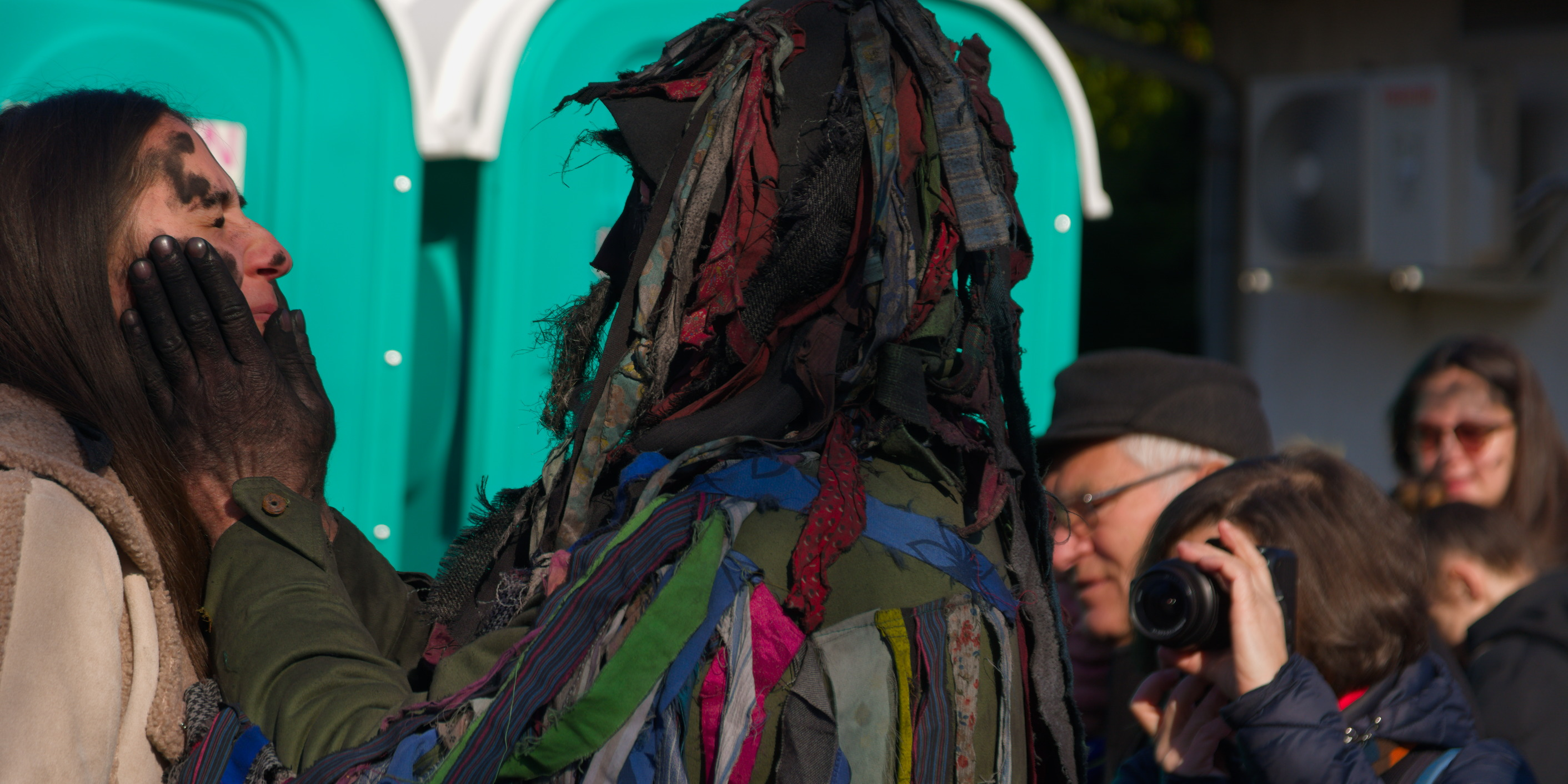
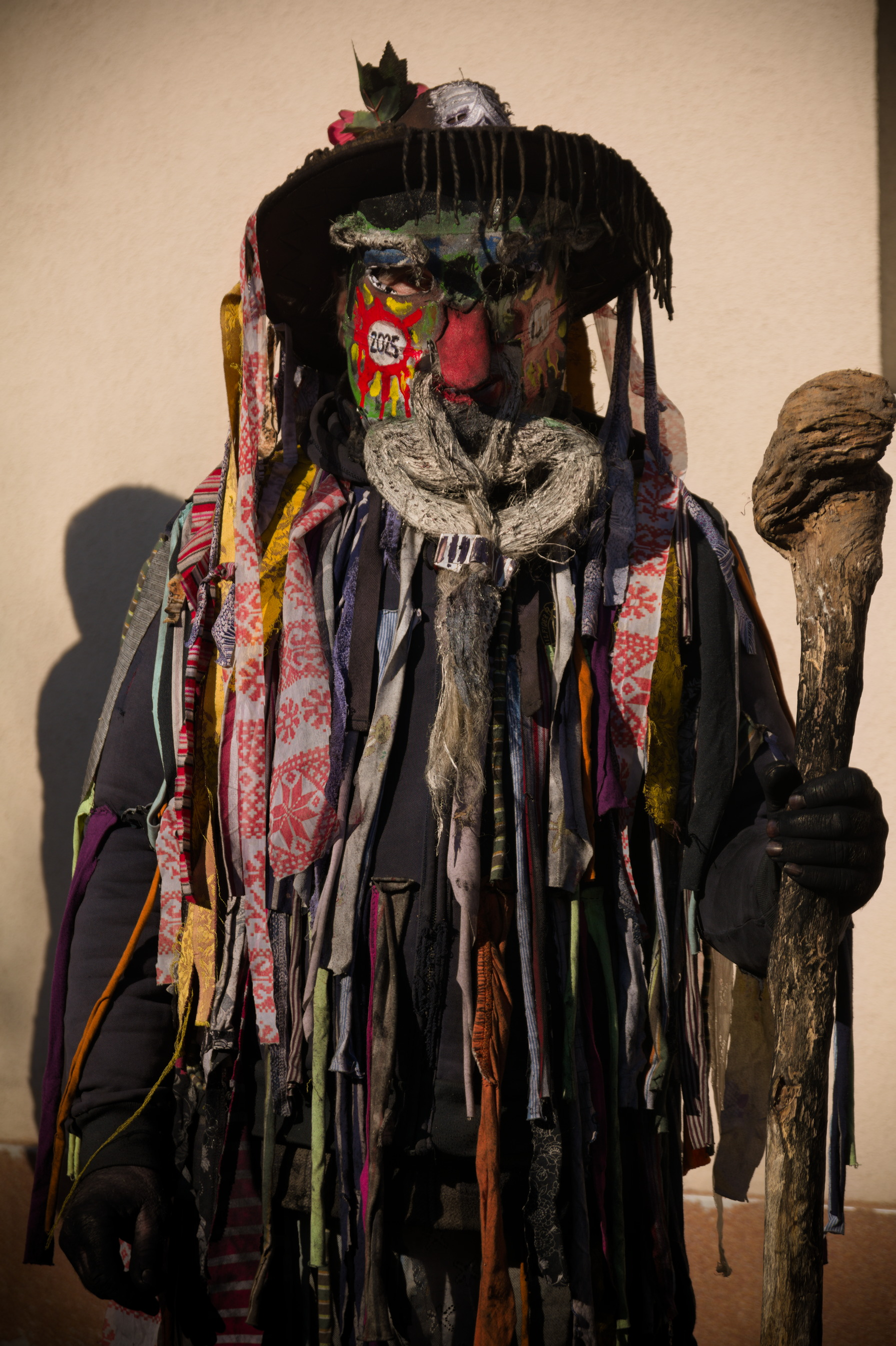
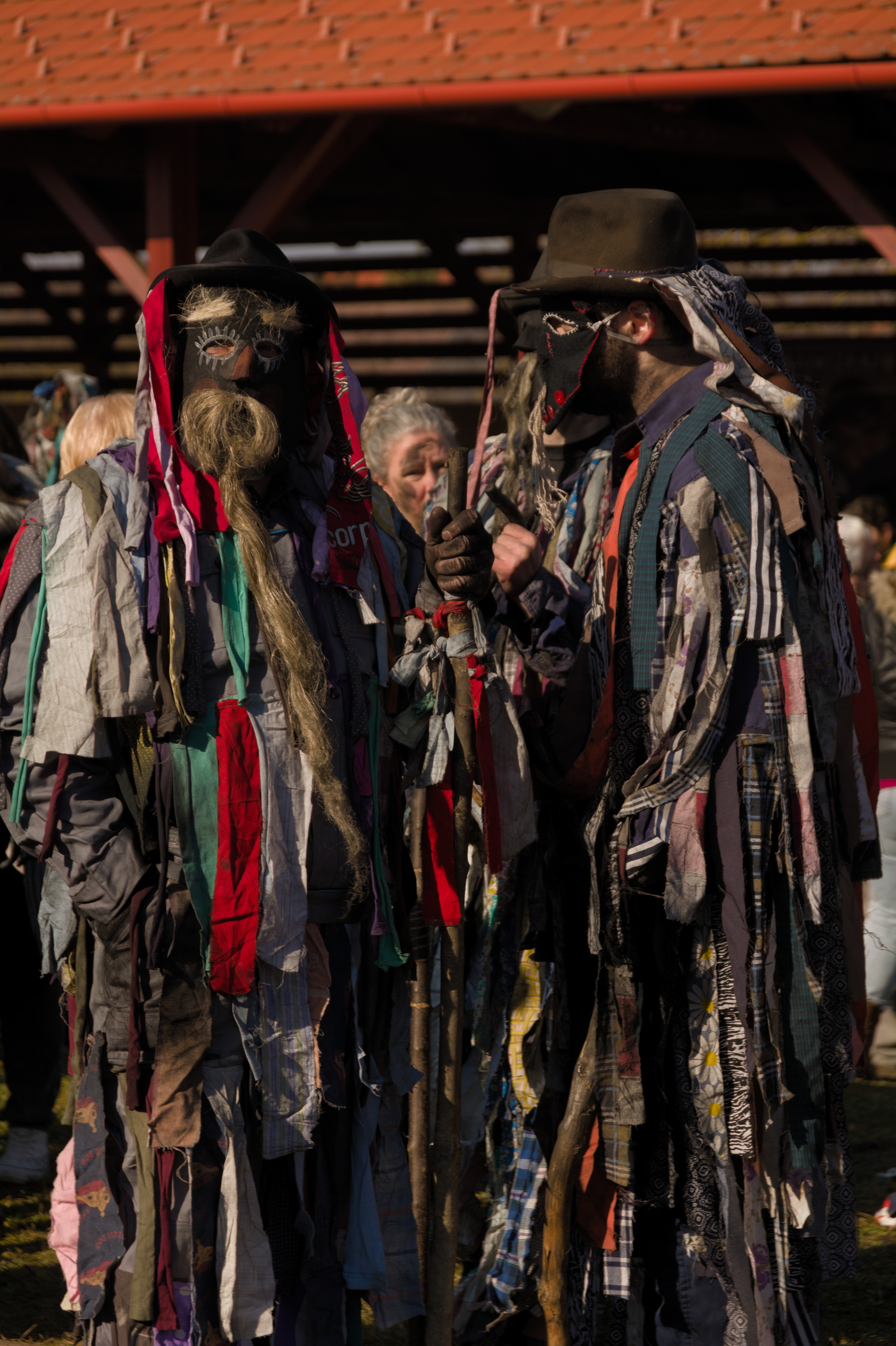
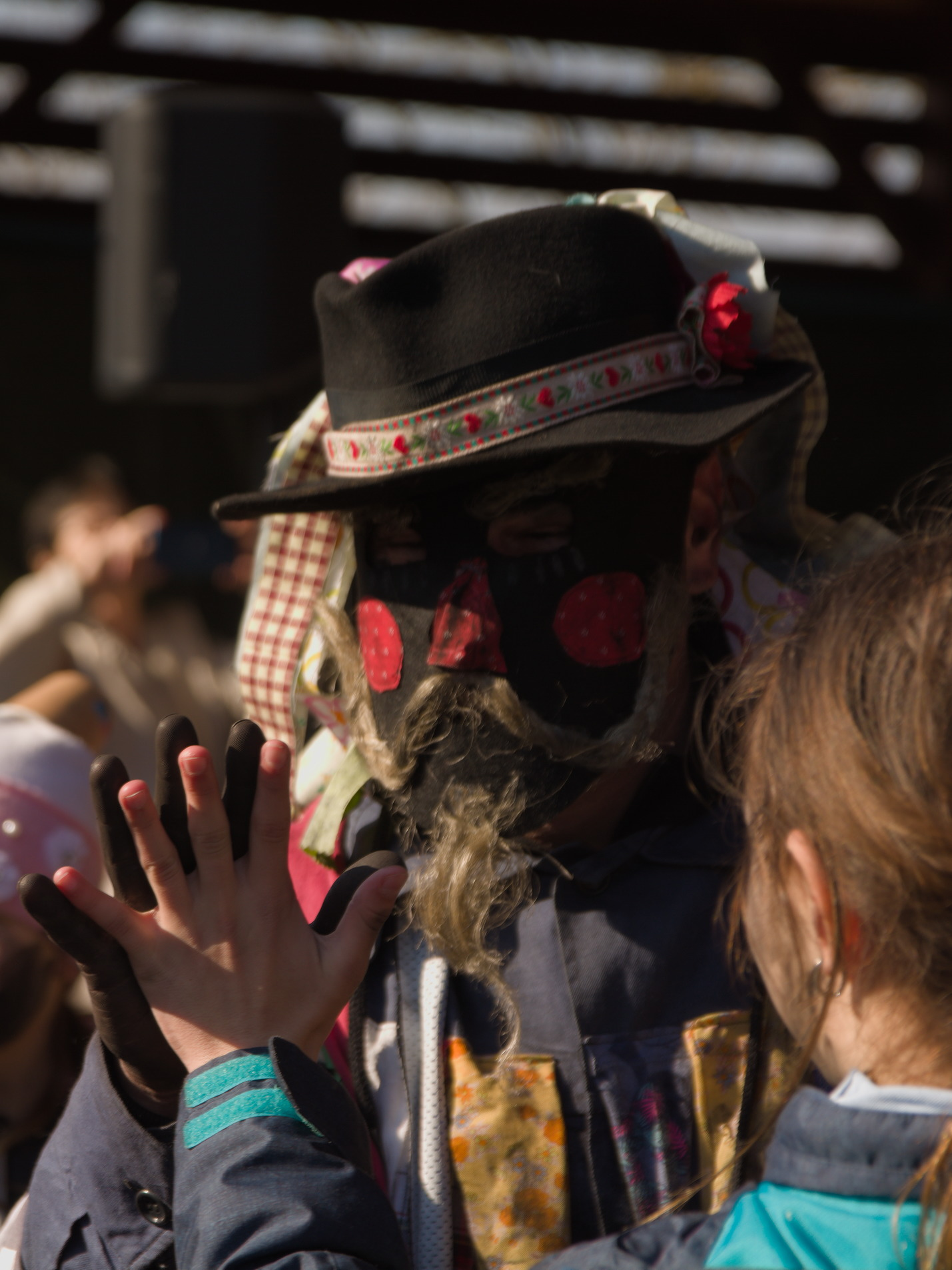
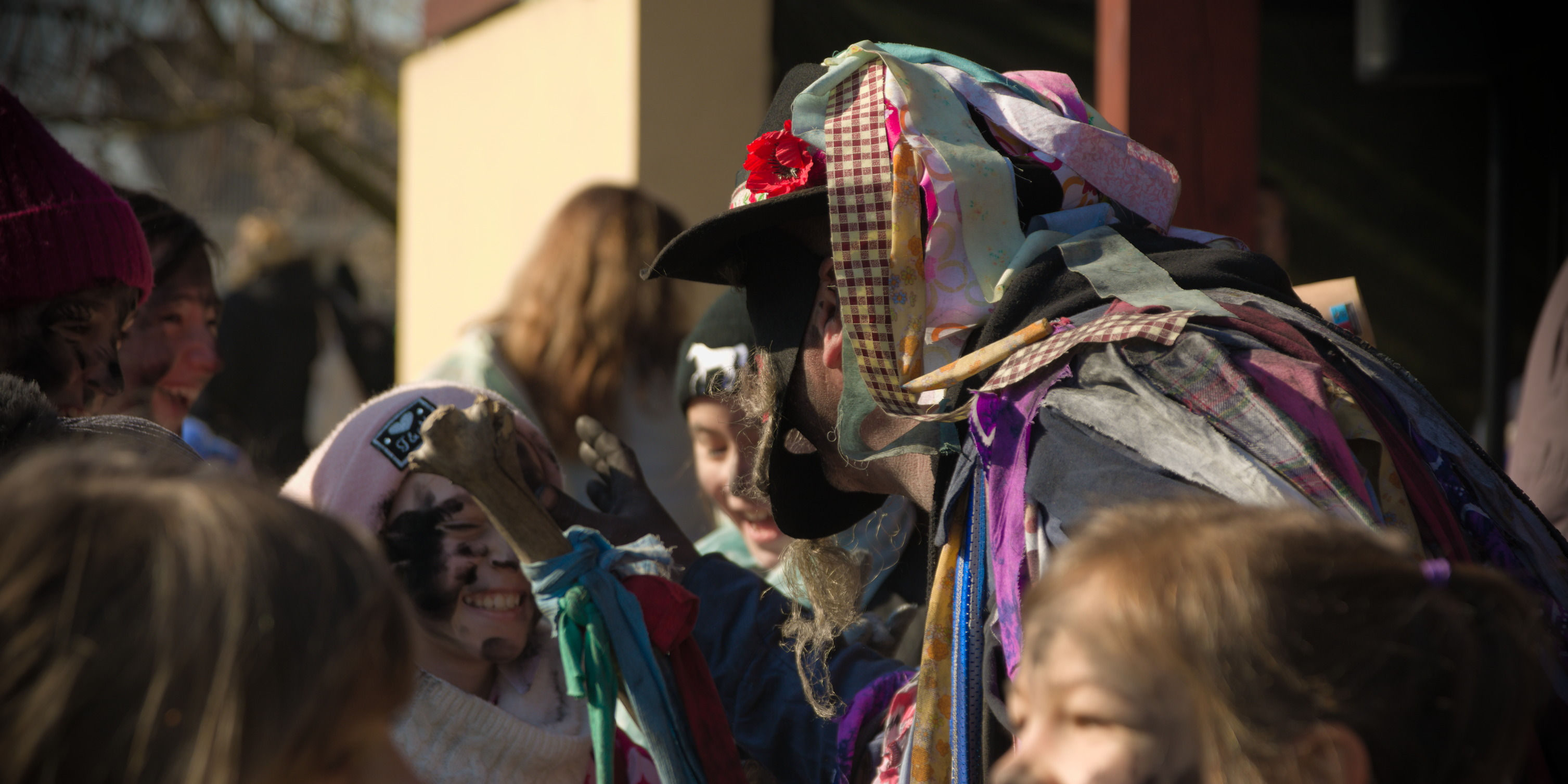
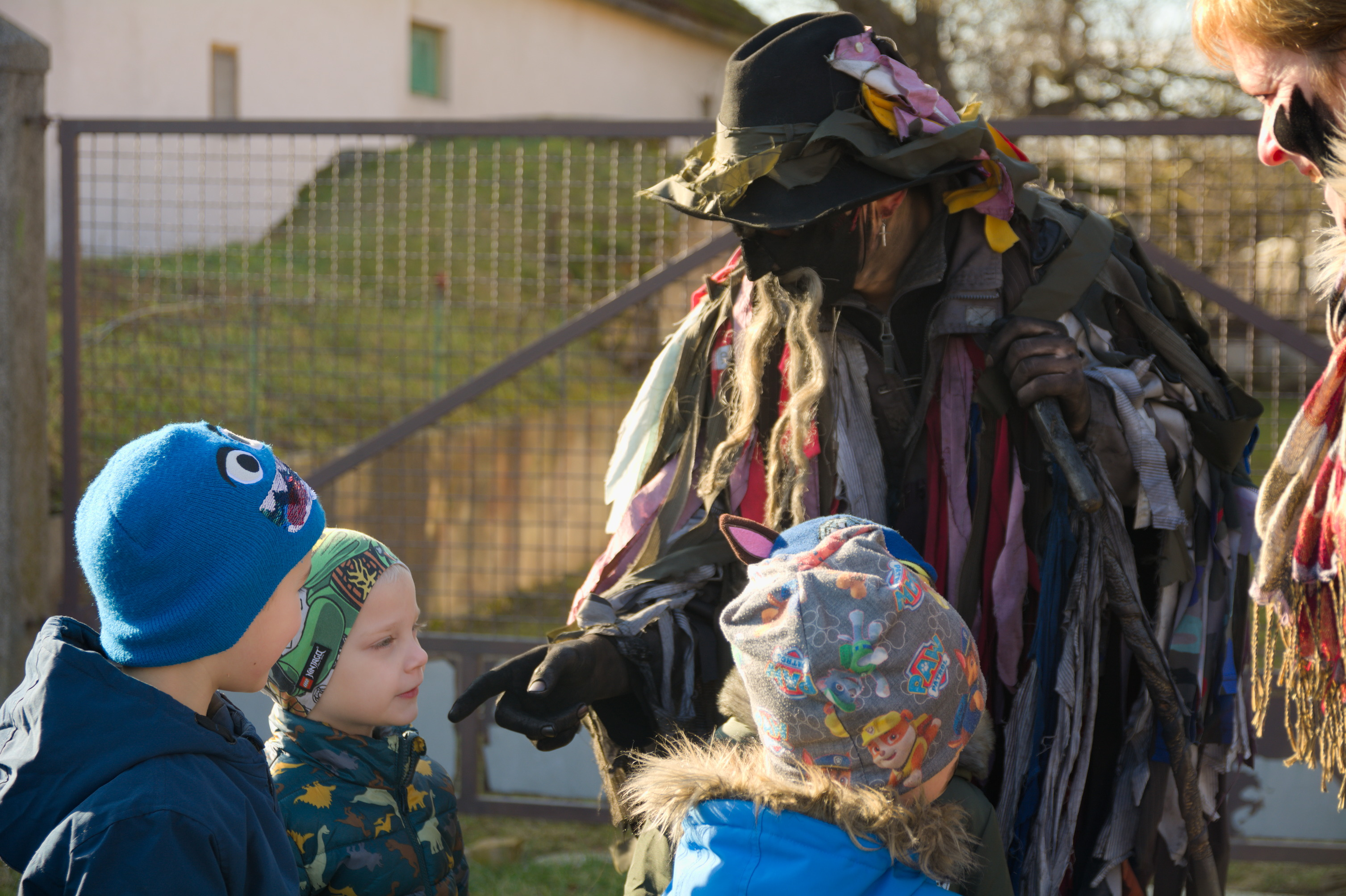
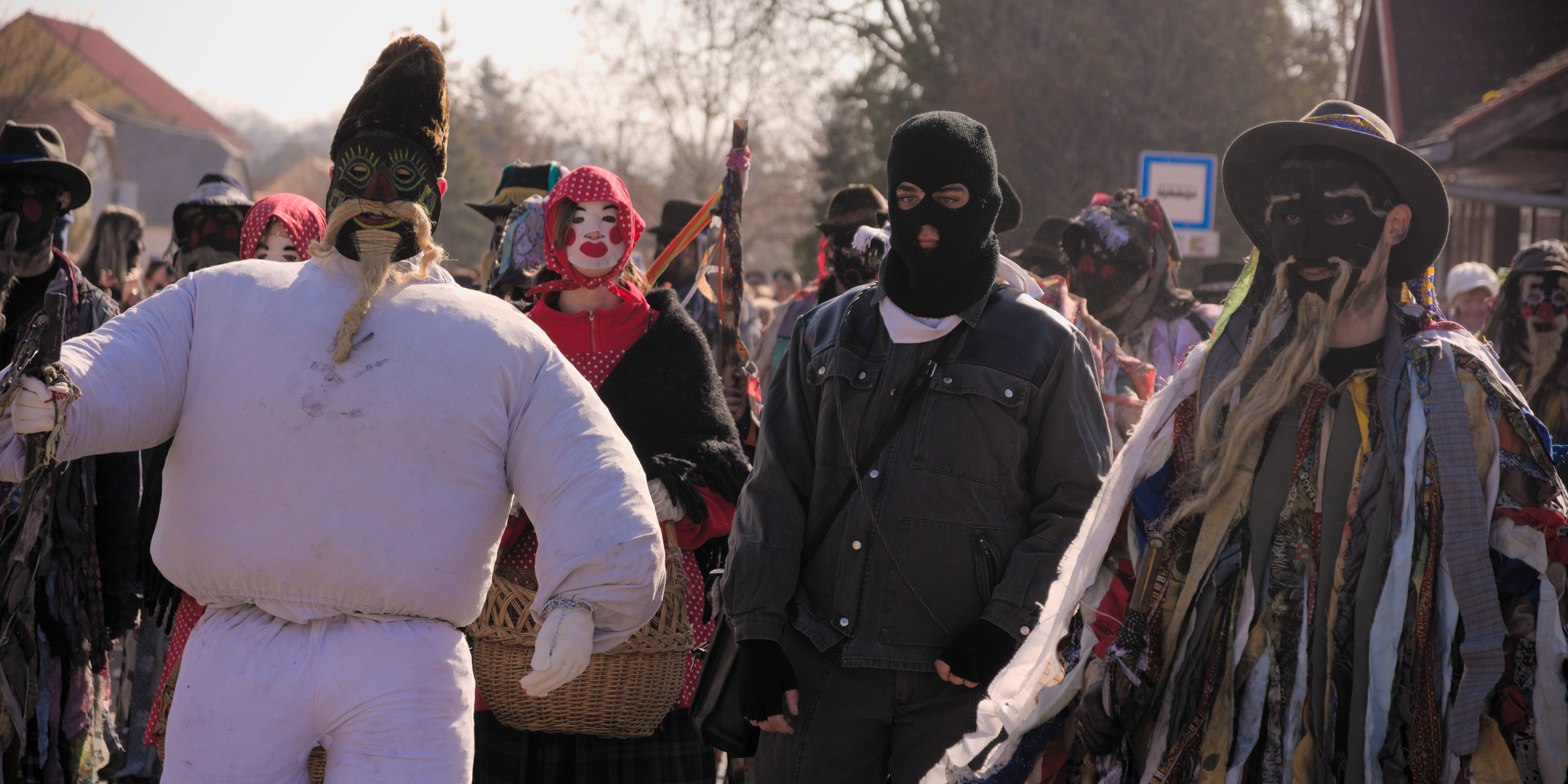
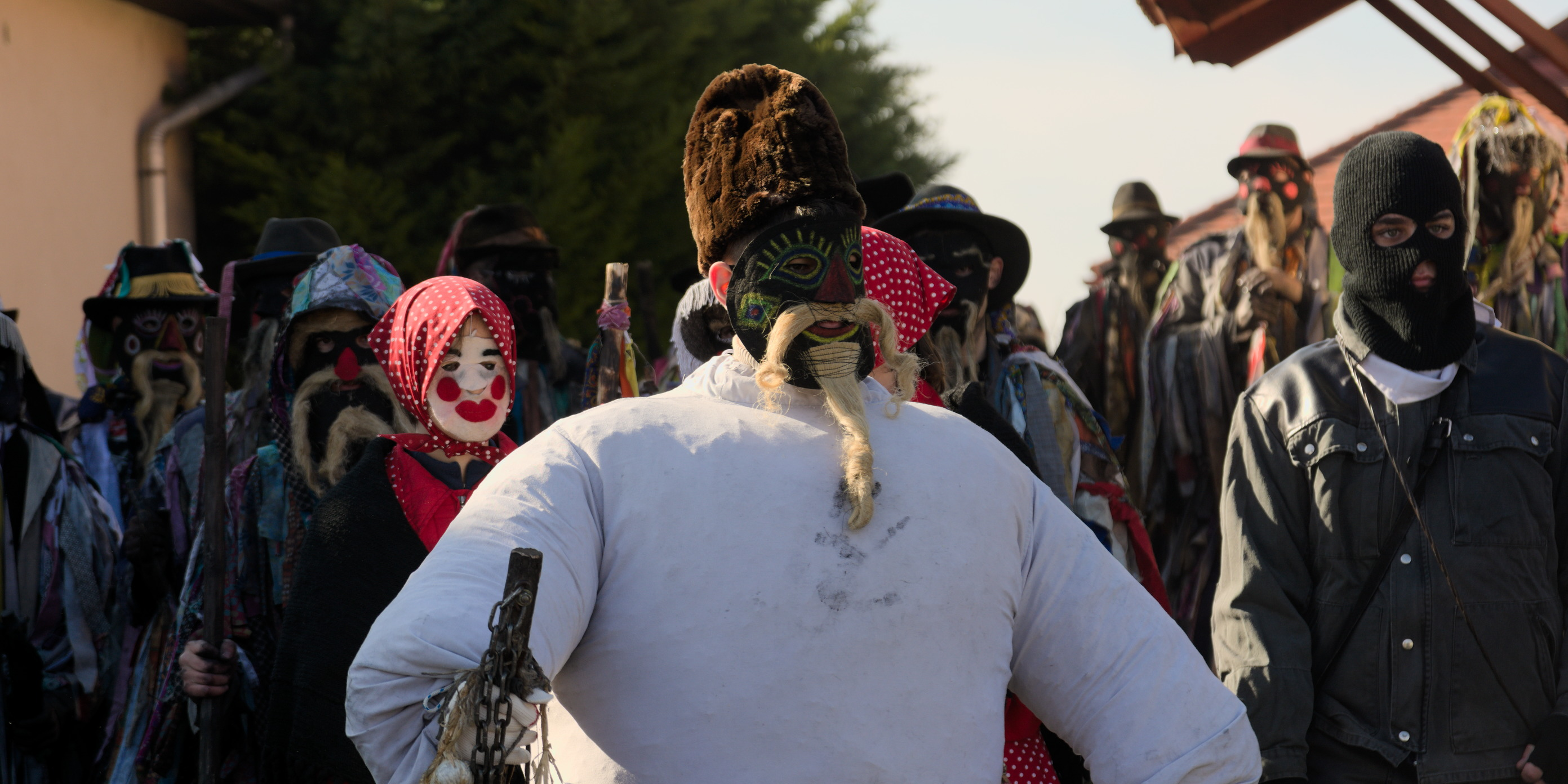
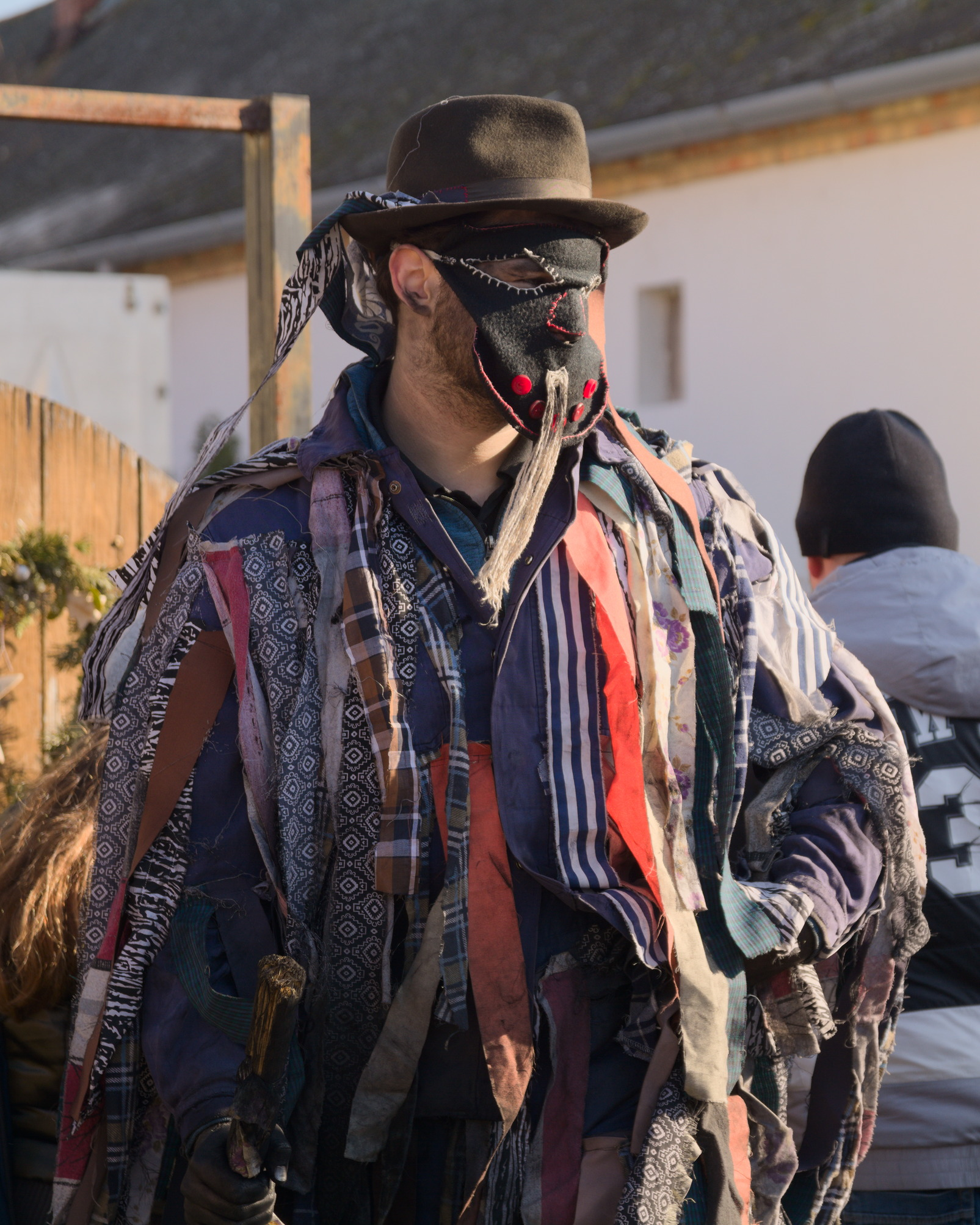
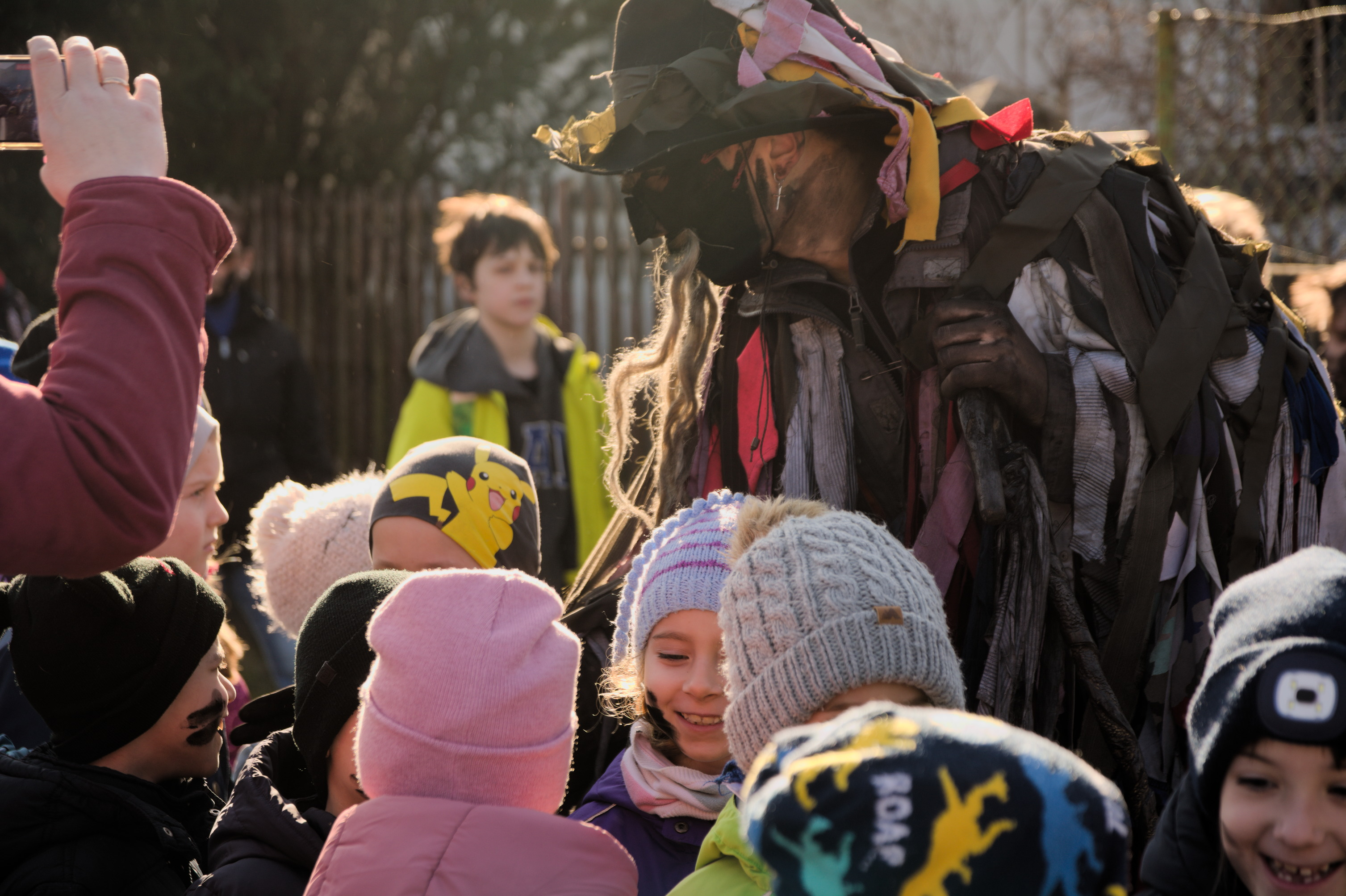
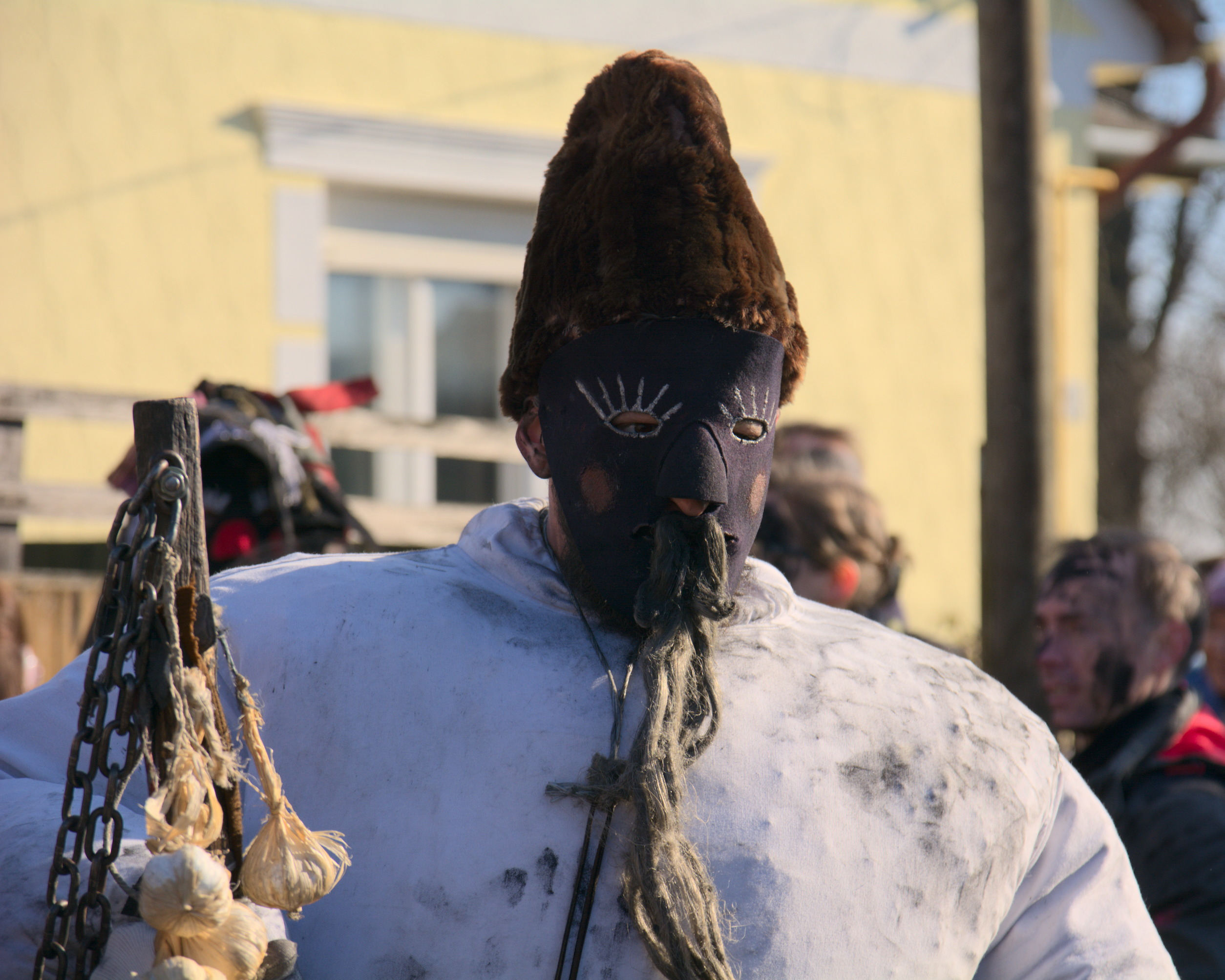
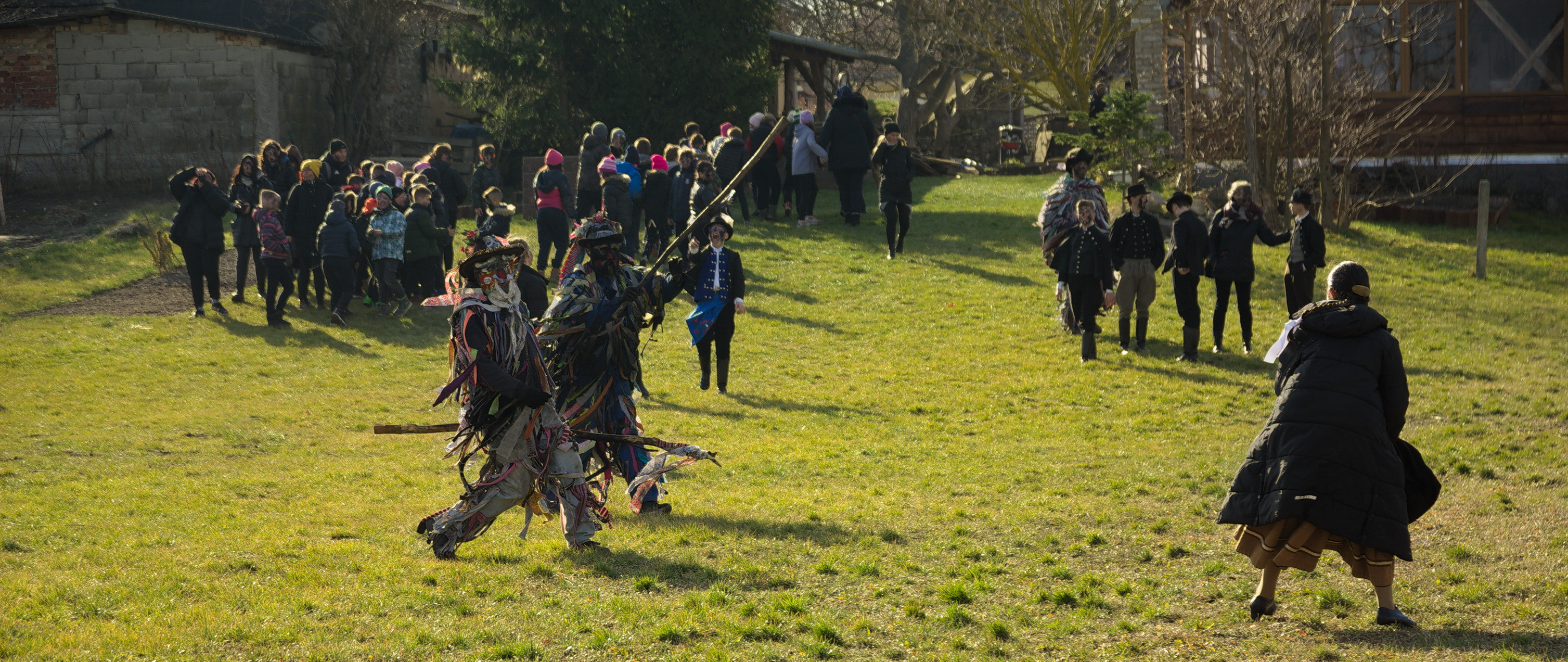
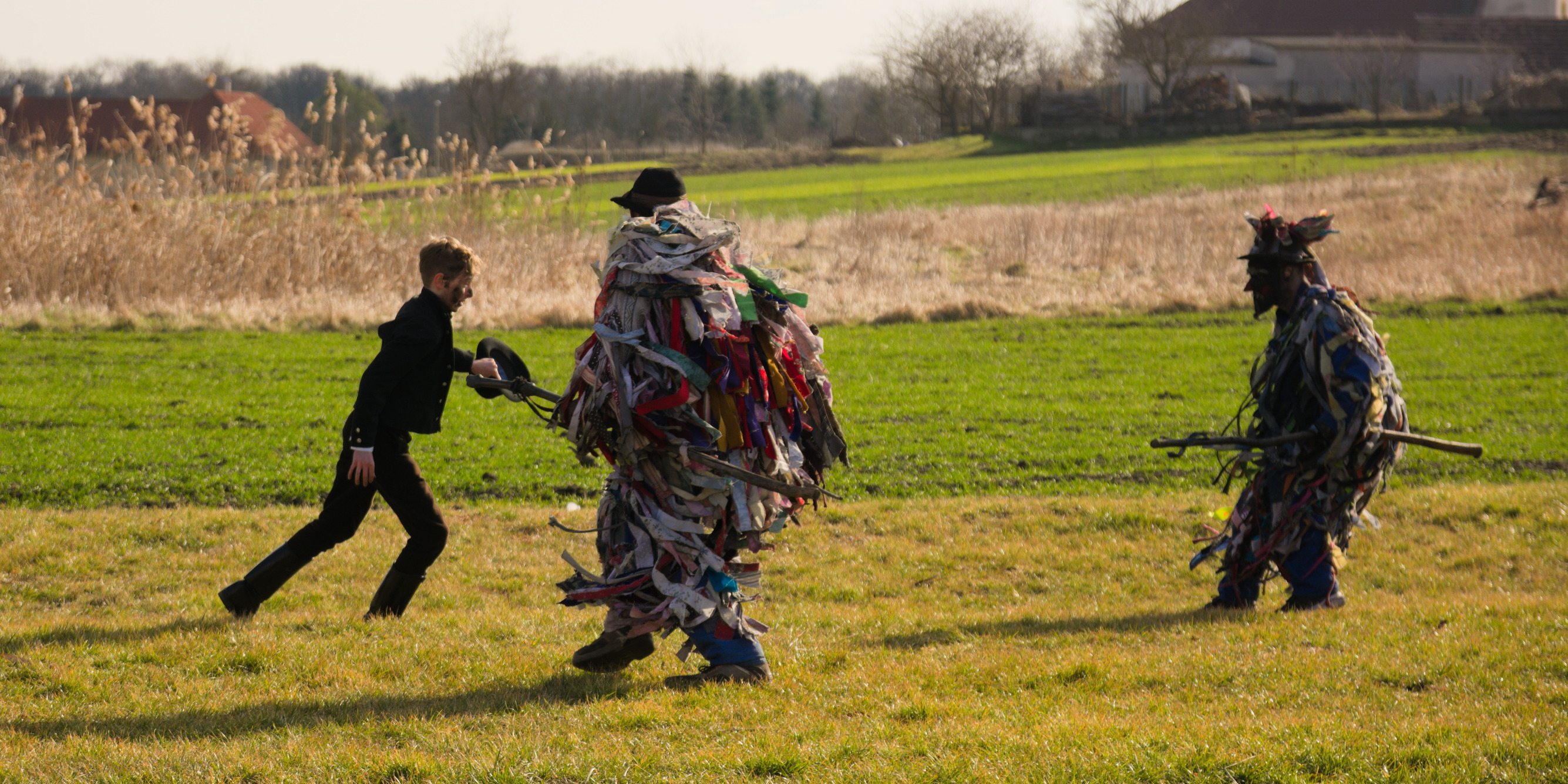
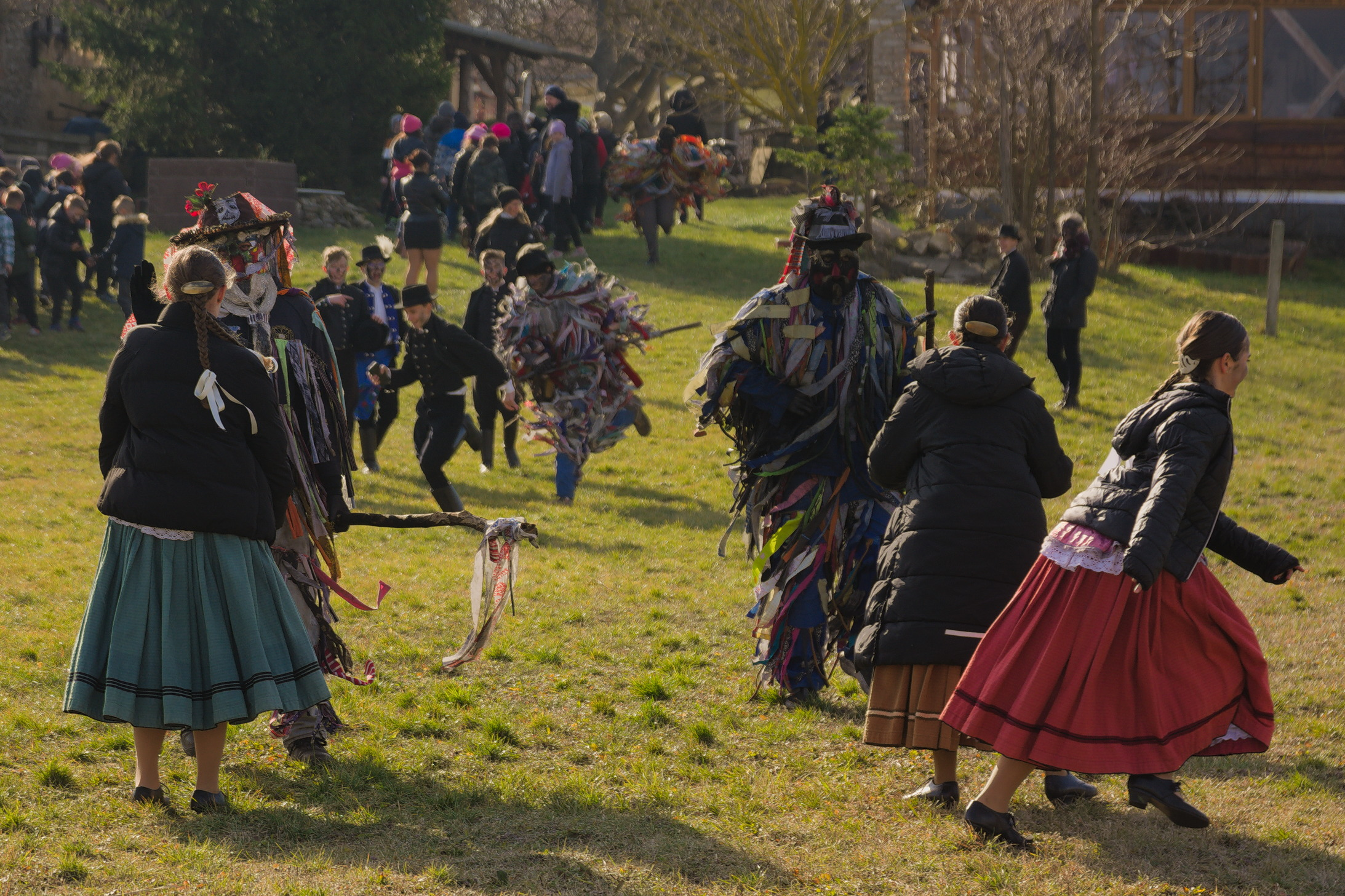